# 安德烈亚斯·迪博夫斯基
安德烈亚斯·迪博夫斯基（德語：Andreas Dibowski，1966年3月29日—），德国男子马术运动员。他曾代表德国参加2000年、2004年和2008年夏季奥林匹克运动会马术比赛，其中2008年奥运会获得一枚金牌。